# Kingston, Quận Green Lake, Wisconsin
Kingston là một thị trấn thuộc quận Green Lake, tiểu bang Wisconsin, Hoa Kỳ. Năm 2010, dân số của thị trấn này là 1.052 người.